# ۱۰۲۳ (قمری)
۱۰۲۳ (قمری)، هزار و بیست و سومین سال در گاهشماری هجری قمری است. اول محرم این سال برابر با یازدهم فوریه سال ۱۶۱۴ میلادی است.